# 函館スプリントステークス
函館スプリントステークス（はこだてスプリントステークス）は、日本中央競馬会（JRA）が函館競馬場で施行する中央競馬の重賞競走（GIII）である。

## 概要
1994年に夏季競馬の短距離重賞の充実を図る目的で、4歳（現3歳）以上の馬による重賞競走として「札幌スプリントステークス（さっぽろスプリントステークス）」の名称で創設。1997年から札幌競馬と函館競馬の開催順が入れ替えられたことにより、施行場を函館競馬場に変更のうえ現名称となった。2006年からはサマースプリントシリーズの第1戦に指定されている。
創設時から外国産馬が出走可能なほか、地方競馬所属馬は1996年から、外国馬は2009年からそれぞれ出走可能になった。

### 競走条件
以下の内容は、2024年現在のもの。
出走資格：サラ系3歳以上
- JRA所属馬
- 地方競馬所属馬（2頭まで）
- 外国調教馬（優先出走）

負担重量：別定
- 3歳54kg、4歳以上57kg、牝馬2kg減
  - 2023年6月10日以降GI競走（牝馬限定競走を除く）1着馬3kg増、牝馬限定GI競走またはGII競走（牝馬限定競走を除く）1着馬2kg増、牝馬限定GII競走（牝馬限定競走を除く）またはGIII競走（牝馬限定競走を除く）1着馬1kg増（2歳時の成績を除く）
  - 2023年6月9日以前GI競走（牝馬限定競走を除く）1着馬2kg増、牝馬限定GI競走またはGII競走（牝馬限定競走を除く）1着馬1kg増（2歳時の成績を除く）

### 賞金
2024年の1着賞金は4100万円で、以下2着1600万円、3着1000万円、4着620万円、5着410万円。

## 歴史
- 1994年 - 4歳以上の馬による重賞競走（GIII[注 1]）として「札幌スプリントステークス」の名称で創設、札幌競馬場の芝1200mで施行[5]。
- 1996年 
  - 特別指定交流競走となり、地方競馬所属馬が2頭まで出走可能となる[1]。
  - この年の本競走に於いて勝利騎手の安田富男がJRA全10場重賞完全制覇の偉業を達成した。
- 1997年
  - 施行場を函館競馬場に変更[5]。
  - 名称を「函館スプリントステークス」に変更[5]。
- 2001年 - 馬齢表示の国際基準への変更に伴い、出走条件を「3歳以上」に変更。
- 2006年 - サマースプリントシリーズに指定[5]。
- 2007年 - 日本のパートI国昇格に伴い、格付表記をJpnIIIに変更[8]。
- 2009年
  - 国際競走に変更され、外国調教馬が8頭まで出走可能となる[6]。
  - 格付表記をGIII（国際格付）に変更[6]。
- 2019年 - 中央競馬競走除外多発事案により、13頭が出走予定だったが、6頭が競走除外となり7頭立てで争われた。これは、中央競馬重賞競走における最多の除外となった。
- 2020年 - COVID-19の流行により「無観客競馬」として開催[9]。
- 2021年 - 東京オリンピックの男女マラソンおよび競歩が札幌市で開催されることに伴う開催日程の調整により札幌競馬場で施行。
- 2023年 ‐ この年から負担重量を「グレード別定」に変更され、斤量も3歳54kg、4歳以上57kg（牝馬2kg減）に変更された。
- 2024年 - 「JRA70周年記念競走」の副称をつけて施行[10]。
- 2025年
  - 施行日を宝塚記念前日の土曜日に変更。
  - 前週の安田記念に続き、本競走としては初の生演奏によるファンファーレを実施（演奏者は安田記念と同様東京トゥインクルファンファーレ（TTF）のメンバーによる演奏）[11]。

### 歴代優勝馬
コース種別の記載がない距離は、芝コースを表す。
優勝馬の馬齢は、2000年以前も現行表記に揃えている。
競走名は第3回まで「札幌スプリントステークス」。
| 回数   | 施行日        | 競馬場 | 距離  | 優勝馬             | 性齢 | タイム | 優勝騎手   | 管理調教師 | 馬主                           |
| ------ | ------------- | ------ | ----- | ------------------ | ---- | ------ | ---------- | ---------- | ------------------------------ |
| 第1回  | 1994年7月17日 | 札幌   | 1200m | ゴールドマウンテン | 牡5  | 1:09.3 | 武豊       | 佐山優     | （株）グリーンファーム         |
| 第2回  | 1995年7月16日 | 札幌   | 1200m | ノーブルグラス     | 牝4  | 1:09.4 | 小島太     | 上原博之   | 芳賀満男                       |
| 第3回  | 1996年7月14日 | 札幌   | 1200m | ノーブルグラス     | 牝5  | 1:08.9 | 安田富男   | 上原博之   | 芳賀満男                       |
| 第4回  | 1997年7月13日 | 函館   | 1200m | マサラッキ         | 牡4  | 1:08.8 | 河内洋     | 増本豊     | 丸井正貴                       |
| 第5回  | 1998年7月19日 | 函館   | 1200m | ケイワンバイキング | 騸4  | 1:09.0 | 横山典弘   | 奥平真治   | 北村和哉                       |
| 第6回  | 1999年7月18日 | 函館   | 1200m | シンコウフォレスト | 牡6  | 1:09.4 | 四位洋文   | 栗田博憲   | 安田修                         |
| 第7回  | 2000年7月2日  | 函館   | 1200m | タイキトレジャー   | 牡4  | 1:08.7 | 横山典弘   | 藤沢和雄   | （有）大樹ファーム             |
| 第8回  | 2001年7月1日  | 函館   | 1200m | メジロダーリング   | 牝5  | 1:09.5 | 武幸四郎   | 大久保洋吉 | （有）メジロ牧場               |
| 第9回  | 2002年6月30日 | 函館   | 1200m | サニングデール     | 牡3  | 1:10.3 | 福永祐一   | 瀬戸口勉   | 後藤繁樹                       |
| 第10回 | 2003年7月6日  | 函館   | 1200m | ビリーヴ           | 牝5  | 1:09.3 | 安藤勝己   | 松元茂樹   | 前田幸治                       |
| 第11回 | 2004年7月4日  | 函館   | 1200m | シーイズトウショウ | 牝4  | 1:09.4 | 池添謙一   | 鶴留明雄   | トウショウ産業（株）           |
| 第12回 | 2005年7月3日  | 函館   | 1200m | シーイズトウショウ | 牝5  | 1:09.0 | 池添謙一   | 鶴留明雄   | トウショウ産業（株）           |
| 第13回 | 2006年7月2日  | 函館   | 1200m | ビーナスライン     | 牝5  | 1:09.1 | 秋山真一郎 | 堀宣行     | （有）ターフ・スポート         |
| 第14回 | 2007年7月1日  | 函館   | 1200m | アグネスラズベリ   | 牝6  | 1:08.9 | 角田晃一   | 西浦勝一   | 渡辺孝男                       |
| 第15回 | 2008年7月6日  | 函館   | 1200m | キンシャサノキセキ | 牡5  | 1:08.4 | 岩田康誠   | 堀宣行     | 吉田和美                       |
| 第16回 | 2009年7月5日  | 札幌   | 1200m | グランプリエンゼル | 牝3  | 1:08.5 | 熊沢重文   | 矢作芳人   | 北側雅司                       |
| 第17回 | 2010年7月4日  | 函館   | 1200m | ワンカラット       | 牝4  | 1:08.2 | 藤岡佑介   | 藤岡健一   | 青山洋一                       |
| 第18回 | 2011年7月3日  | 函館   | 1200m | カレンチャン       | 牝4  | 1:08.0 | 池添謙一   | 安田隆行   | 鈴木隆司                       |
| 第19回 | 2012年6月17日 | 函館   | 1200m | ドリームバレンチノ | 牡5  | 1:09.4 | 松山弘平   | 加用正     | セゾンレースホース（株）       |
| 第20回 | 2013年6月16日 | 函館   | 1200m | パドトロワ         | 牡6  | 1:08.5 | 勝浦正樹   | 鮫島一歩   | 吉田照哉                       |
| 第21回 | 2014年6月22日 | 函館   | 1200m | ガルボ             | 牡7  | 1:08.5 | 津村明秀   | 清水英克   | 石川一義                       |
| 第22回 | 2015年6月21日 | 函館   | 1200m | ティーハーフ       | 牡5  | 1:08.3 | 国分優作   | 西浦勝一   | H．H．シェイク・モハメド       |
| 第23回 | 2016年6月19日 | 函館   | 1200m | ソルヴェイグ       | 牝3  | 1:07.8 | 丸田恭介   | 鮫島一歩   | （株）G1レーシング             |
| 第24回 | 2017年6月18日 | 函館   | 1200m | ジューヌエコール   | 牝3  | 1:06.8 | 北村友一   | 安田隆行   | （有）サンデーレーシング       |
| 第25回 | 2018年6月17日 | 函館   | 1200m | セイウンコウセイ   | 牡5  | 1:07.6 | 池添謙一   | 上原博之   | 西山茂行                       |
| 第26回 | 2019年6月16日 | 函館   | 1200m | カイザーメランジェ | 牡4  | 1:08.4 | 江田照男   | 中野栄治   | 友水達也                       |
| 第27回 | 2020年6月21日 | 函館   | 1200m | ダイアトニック     | 牡5  | 1:07.5 | 武豊       | 安田隆行   | （有）シルクレーシング         |
| 第28回 | 2021年6月13日 | 札幌   | 1200m | ビアンフェ         | 騸4  | 1:07.6 | 藤岡佑介   | 中竹和也   | 前田幸貴                       |
| 第29回 | 2022年6月12日 | 函館   | 1200m | ナムラクレア       | 牝3  | 1:07.2 | 浜中俊     | 長谷川浩大 | 奈村睦弘                       |
| 第30回 | 2023年6月11日 | 函館   | 1200m | キミワクイーン     | 牝4  | 1:08.2 | 横山武史   | 奥村武     | 浦邊輝實                       |
| 第31回 | 2024年6月9日  | 函館   | 1200m | サトノレーヴ       | 牡5  | 1:08.4 | 浜中俊     | 堀宣行     | 里見治                         |
| 第32回 | 2025年6月14日 | 函館   | 1200m | カピリナ           | 牝4  | 1:06.6 | 戸崎圭太   | 田島俊明   | ヒダカ・ブリーダーズ・ユニオン |